# 吉田山 (京都市)
吉田山（よしだやま）は、京都府京都市左京区吉田神楽岡町に所在する孤立丘。別名は神楽岡（かぐらおか）や神楽ケ岡（かぐらがおか）であり、歴史的には吉田山ではなく神楽岡と呼ばれた。京都盆地北東部にあり、標高は105mである。東山三十六峰に含まれるとされる。

## 地理

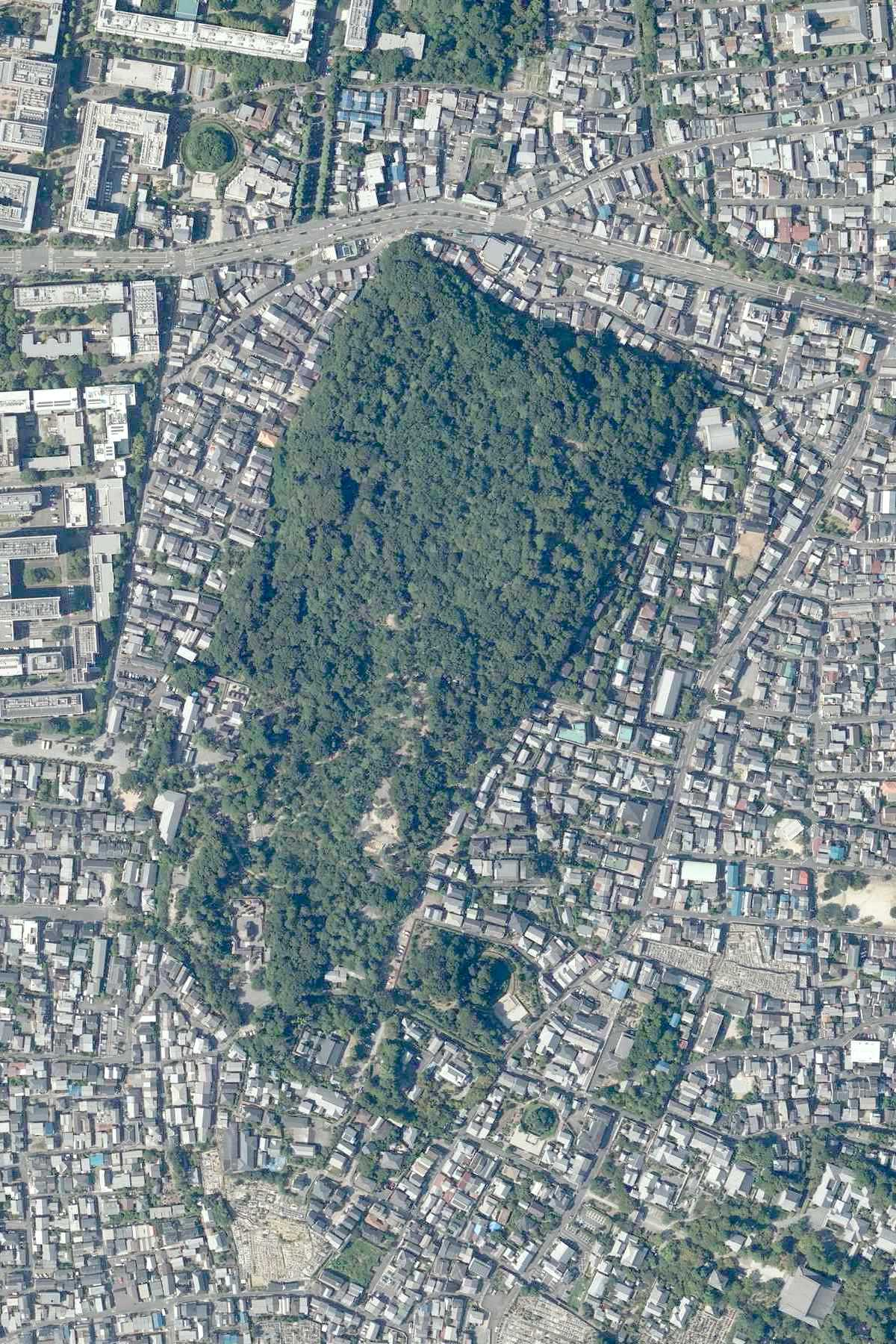
航空写真（2020年）

南北800m、東西300mであり、周囲の平地より50-60m突出している。古生層を基盤とした洪積層の丘陵である。北端は今出川通に面して急崖をなしている。西端を花折断層が通っており、断層運動に伴う隆起によって形成されたと考えられている。
西側斜面は吉田神社の境内であり、西麓には京都大学吉田キャンパス・本部構内が、今出川通を挟んで北麓には吉田キャンパス・北部構内がある。山頂には旧制第三高等学校（現・京都大学）の寮歌「紅もゆる」の歌碑が立っている。山頂は都市公園として整備されており、大文字山（如意ヶ嶽）を一望できる。南麓には真正極楽寺（真如堂）や金戒光明寺がある。

### 平安京の基準点説
国語学者の吉田金彦は藤原京の大和三山と対比させるように、船岡山（北区）、吉田山、双ヶ丘（右京区）を平安京の「葛野三山」と名付けている。一般に船岡山の正中線が平安京の中心線とされるが、平安宮の大極殿は双ヶ丘と吉田山を結ぶ直線状にあり、吉田金彦は双ヶ丘と吉田山が大極殿の位置の基準となったのではないかと考察している。平安京遷都の詔には「三山が鎮をなす」とあり、この三山はいずれも孤立丘である船岡山、吉田山、双ヶ丘だとする説がある。

## 歴史

### 神代から中世
吉田神社の社伝では、「天照大神が岩戸にお隠れになり、諸神が神楽を奏した場所が如意ヶ嶽となった。その後、事勝神と賀茂御祖神が神代の楽を奏した場所が神楽岡となった」と言い伝えられている。『類聚国史』には、延暦13年（794年）に桓武天皇が康楽岡（かぐらおか）で猟をしたことが記されており、これが文献における神楽岡の初出である。平安前期の『延喜式』には「山城国愛宕郡神楽岡西北に霹靂神を祀り、毎年4月に幣帛が届けられた」事が記されており、現在は吉田神社の摂社である神楽岡社のことである。清和天皇の代の貞観元年（859年）には、藤原山陰によって吉田神社が創建されたが、『延喜式神名帳』の式内社には吉田神社は含まれず、朝廷の幣も存在しなかった。後白河法皇の編による『梁塵秘抄』には「吉田野の きのねをわれか やまはやす とて舞ふ見つる 神楽岡かな」「振りたてて 鳴らし顔にぞ 聞こゆなる 神楽の岡の 鈴虫の声」の2首がある。鎌倉期頃には公家の山荘地となり、西園寺公経の吉田泉殿などが知られている。中世には付近一帯が遊猟地となり、天皇家の陵墓（陽成天皇陵、後一条天皇菩提樹院陵、後二条天皇北白川陵など）も設けられた。
『太平記』には、延元元年（1336年）に足利尊氏の軍勢が神楽岡に布陣して南朝方と戦ったことが記されている。室町時代の神楽岡は斎場所でもあった。吉田兼倶が吉田神道を大成し、その拠点となった吉田神社は明治時代まで神道界で大きな権威を振るった。この時期には山地の大半が吉田神社の神苑だった。

### 近世以後
近世の吉田山は名所地として認識されるようになり、庶民の遊び場として茸狩りなどが行われた。明治時代には吉田山における吉田神社の社地は縮小された。1889年（明治22年）には愛宕郡吉田村が京都市に編入され、1922年（大正11年）に都市計画区域指定がなされると、京都市の市街地化は吉田山以東に及び、大文字の火床を眺めることができる東側斜面は高級住宅街となった。明治時代には山麓に旧制第三高等学校（現・京都大学）が設置され、付近は学生の街となった。運輸業で財をなした谷川茂次郎は吉田山北東部を購入し、昭和初期に茂庵庭園を建設して大規模な茶会などを催した。この人物は新聞用紙取り引きの機微にさおさして、名と財をなした裏街道の名物男であったとの評価がある。谷川は吉田山の東麓に、銅板葺きの上質な借家群（谷川住宅）を建設している。同時期には南東部に吉田山荘（料理旅館、旧東伏見宮別邸）が建設され、しばしばコンサートや展覧会などが催されている。

## アクセス
- 京阪鴨東線出町柳駅から徒歩10分
- 京都市バス「京大正門前」「北白川」などから徒歩6分